# Chicago Women's Open
Chicago Women's Open este un turneu de tenis care are loc la Chicago, Illinois pentru jucătoare profesioniste de tenis, a cărui primă ediție face parte din WTA Tour 2021. Se desfășoară pe terenuri cu suprafață dură, în aer liber, cu o săptămână înainte de US Open. 

## Rezultate

### Simplu
| An   | Campioană       | Finalistă    | Scor     |
| ---- | --------------- | ------------ | -------- |
| 2021 | Elina Svitolina | Alizé Cornet | 7–5, 6–4 |

### Dublu
| An   | Campioane                    | Finaliste                         | Scor                  |
| ---- | ---------------------------- | --------------------------------- | --------------------- |
| 2021 | Nadiia Kichenok Raluca Olaru | Liudmila Kichenok Makoto Ninomiya | 7–6(8–6), 5–7, [10–8] |